# Ville Peltonen
Temple de la renommée de l'IIHF : 2016
Temple de la renommée finlandais : 2014
Ville Peltonen (né le 24 mai 1973 à Vantaa en Finlande) est un joueur professionnel finlandais de hockey sur glace, devenu entraîneur. Ville Peltonen est le fils de Esa Peltonen, membre du Temple de la renommée de l'IIHF en 2007, il a joué 277 matchs pour la Finlande.

## Biographie

### Carrière en club

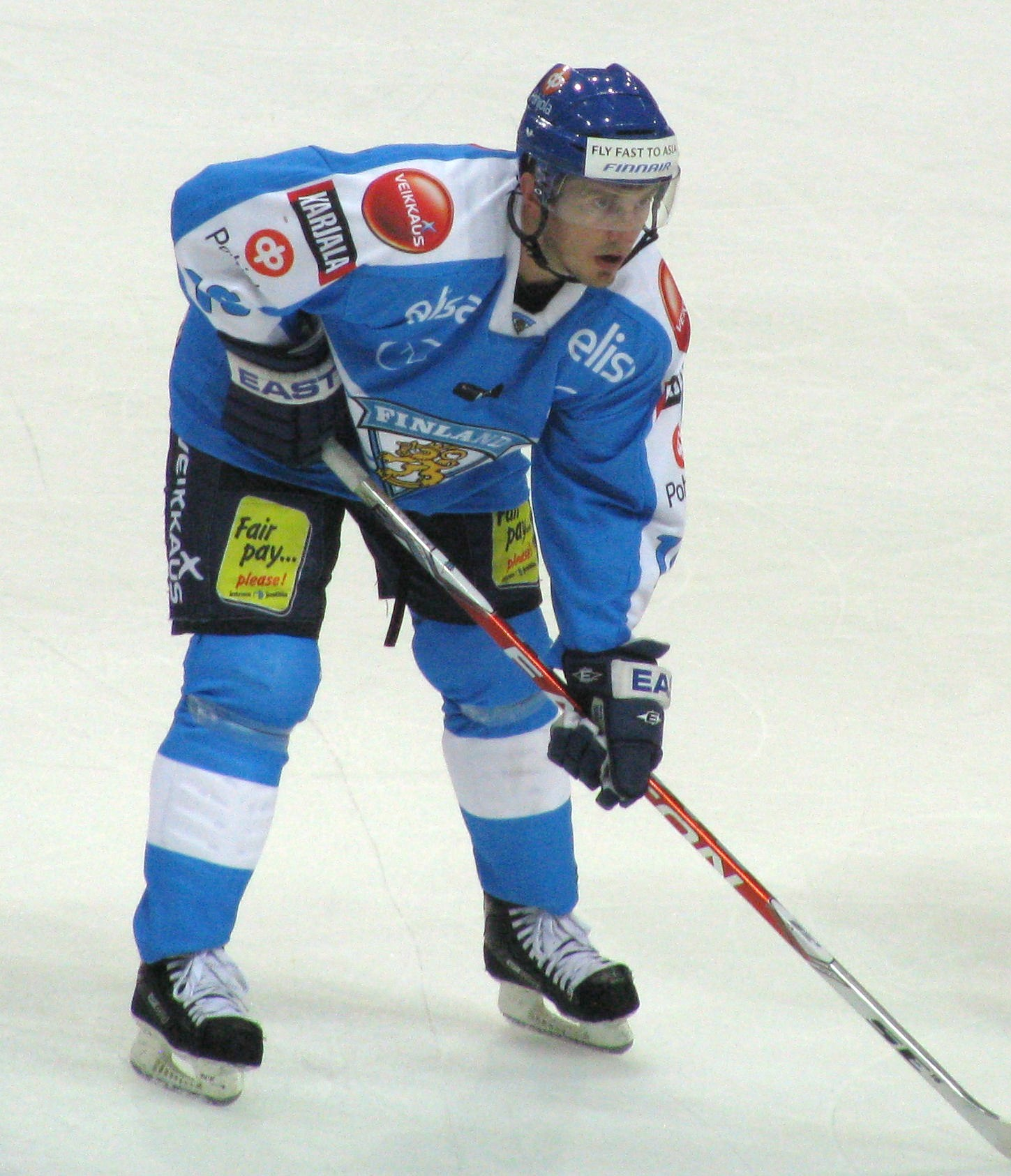
Peltonen avec la Finlande

Peltonen a commencé sa carrière professionnelle avec le HIFK dans le SM-liiga en 1991. En 1995, il est choisi au cours repêchage d'entrée dans la Ligue nationale de hockey par les Sharks de San José en tant que 58e choix. Il commence la 1995-1996 par jouer dans la Ligue internationale de hockey pour les Blades de Kansas City avant de réellement faire ses débuts dans la LNH. Mais après deux saisons en Amérique du Nord, il revient jouer en Europe pour une saison avec le Frölunda HC dans l'Elitserien.
En 1998, Peltonen retourne aux États-Unis pour rejoindre les Predators de Nashville. Ce séjour ne dure que deux ans puis il retourne une nouvelle fois en Europe avec le Jokerit Helsinki pour deux saisons et enfin, il rejoint la Suisse et Ligue nationale A et le HC Lugano
En 2006, Peltonen a de nouveau dans le LNH pour jouer avec les Panthers de la Floride, aux côtés du finlandais  Olli Jokinen. En 2009, il signe au Dinamo Minsk dans la KHL.

### Carrière internationale
Peltonen a représenté la Finlande dans les tournois internationaux à plusieurs occasions, le plus mémorablement en 1995 des championnats du monde de hockey sur glace; Peltonen a marqué un tour du chapeau dans la finale contre Suède, finale gagnée 4-1. Il a joué sur la première ligne finlandaise avec Saku Koivu et Jere Lehtinen. Il était un membre de l'équipe finlandaise de hockey sur glace quand ils ont gagné la médaille d'argent aux Jeux olympiques 2006 d'hiver à Turin. Ville Peltonen a participé à 4 tournois olympiques: 1994-1998-2006-2010 et à 13 championnats du monde entre 1994 et 2008, remportant un titre mondial en 1995. Il est porte-drapeau de la Finlande aux Jeux olympiques de 2010 à Vancouver.

## Palmarès
- Championnat du monde de hockey sur glace
  - Championnat du monde de hockey sur glace 1995
    -  Médaille d'Or

  - Championnat du monde de hockey sur glace 1998
    -  Médaille d'argent

  - Championnat du monde de hockey sur glace 1999
    -  Médaille d'argent

  - Championnat du monde de hockey sur glace 2000
    -  Médaille de Bronze

  - Championnat du monde de hockey sur glace 2001
    -  Médaille d'argent

  - Championnat du monde de hockey sur glace 2006
    -  Médaille de Bronze

  - Championnat du monde de hockey sur glace 2007
    -  Médaille d'argent

  - Championnat du monde de hockey sur glace 2008
    -  Médaille de Bronze
- Jeux olympiques d'hiver
  - Jeux olympiques d'hiver de 1994
    -  Médaille de Bronze
- Jeux olympiques d'hiver
  - Jeux olympiques d'hiver de 1998
    -  Médaille de Bronze
- Jeux olympiques d'hiver
  - Jeux olympiques d'hiver de 2006
    -  Médaille d'argent
- Champion de Finlande : 2002 avec Jokerit Helsinki
- Champion de Suisse : 2003 et 2006 avec HC Lugano

## Trophées et honneurs personnels

### SM-liiga
- 1993 : remporte le trophée Jarmo-Wasama.
- 2003 : remporte le trophée Raimo-Kilpiö.
- 2011 : nommé dans l'équipe type.
- 2011 : remporte le trophée Lasse-Oksanen.
- 2011 : remporte le Kultainen kypärä.
- 2011 : remporte le trophée Raimo-Kilpiö.

### Ligue continentale de hockey
- 2010 : participe avec l'équipe Jágr au deuxième Match des étoiles.

## Statistiques
| Saison     | Équipe                     | Ligue      |     | Saison régulière | Saison régulière | Saison régulière | Saison régulière | Saison régulière |   | Séries éliminatoires | Séries éliminatoires | Séries éliminatoires | Séries éliminatoires | Séries éliminatoires |
| Saison     | Équipe                     | Ligue      | PJ  | B                | A                | Pts              | Pun              | PJ               | B | A                    | Pts                  | Pun                  |                      |                      |
| 1991-1992  | HIFK                       | SM-liiga   | 6   | 0                | 0                | 0                | 0                |                  |   |                      |                      |                      |                      |                      |
| 1992-1993  | HIFK                       | SM-liiga   | 46  | 13               | 24               | 37               | 16               |                  |   |                      |                      |                      |                      |                      |
| 1993-1994  | HIFK                       | SM-liiga   | 43  | 16               | 22               | 38               | 14               | 3                | 0 | 0                    | 0                    | 2                    |                      |                      |
| 1994-1995  | HIFK                       | SM-liiga   | 45  | 20               | 16               | 36               | 16               | 3                | 0 | 0                    | 0                    | 0                    |                      |                      |
| 1995-1996  | Blades de Kansas City      | LIH        | 29  | 5                | 13               | 18               | 8                |                  |   |                      |                      |                      |                      |                      |
| 1995-1996  | Sharks de San José         | LNH        | 31  | 2                | 11               | 13               | 14               |                  |   |                      |                      |                      |                      |                      |
| 1996-1997  | Thoroughblades du Kentucky | LAH        | 40  | 22               | 30               | 52               | 21               |                  |   |                      |                      |                      |                      |                      |
| 1996-1997  | Sharks de San José         | LNH        | 28  | 2                | 3                | 5                | 0                |                  |   |                      |                      |                      |                      |                      |
| 1997-1998  | Frölunda HC                | Elitserien | 45  | 22               | 29               | 51               | 44               |                  |   |                      |                      |                      |                      |                      |
| 1998-1999  | Predators de Nashville     | LNH        | 14  | 5                | 5                | 10               | 2                |                  |   |                      |                      |                      |                      |                      |
| 1999-2000  | Predators de Nashville     | LNH        | 79  | 6                | 22               | 28               | 22               |                  |   |                      |                      |                      |                      |                      |
| 2000-2001  | Admirals de Milwaukee      | LIH        | 53  | 27               | 33               | 60               | 26               | 5                | 2 | 1                    | 3                    | 6                    |                      |                      |
| 2001-2002  | Jokerit Helsinki           | SM-liiga   | 30  | 11               | 18               | 29               | 8                |                  |   |                      |                      |                      |                      |                      |
| 2002-2003  | Jokerit Helsinki           | SM-liiga   | 49  | 23               | 19               | 42               | 14               | 10               | 4 | 6                    | 10                   | 0                    |                      |                      |
| 2003-2004  | HC Lugano                  | LNA        | 48  | 28               | 44               | 72               | 16               | 16               | 4 | 10                   | 14                   | 8                    |                      |                      |
| 2004-2005  | HC Lugano                  | LNA        | 44  | 24               | 32               | 56               | 16               | 5                | 0 | 3                    | 3                    | 2                    |                      |                      |
| 2005-2006  | HC Lugano                  | LNA        | 39  | 23               | 25               | 48               | 22               |                  |   |                      |                      |                      |                      |                      |
| 2006-2007  | Panthers de la Floride     | LNH        | 72  | 17               | 20               | 37               | 28               |                  |   |                      |                      |                      |                      |                      |
| 2007-2008  | Panthers de la Floride     | LNH        | 56  | 5                | 15               | 20               | 20               |                  |   |                      |                      |                      |                      |                      |
| 2008-2009  | Panthers de la Floride     | LNH        | 79  | 12               | 19               | 31               | 31               |                  |   |                      |                      |                      |                      |                      |
| 2009-2010  | Dinamo Minsk               | KHL        | 51  | 6                | 20               | 26               | 54               |                  |   |                      |                      |                      |                      |                      |
| 2010-2011  | HIFK                       | SM-liiga   | 54  | 28               | 37               | 65               | 16               | 16               | 6 | 6                    | 12                   | 6                    |                      |                      |
| 2011-2012  | HIFK                       | SM-liiga   | 49  | 24               | 24               | 48               | 36               | 4                | 0 | 1                    | 1                    | 0                    |                      |                      |
| 2012-2013  | HIFK                       | SM-liiga   | 43  | 13               | 16               | 29               | 40               | -                | - | -                    | -                    | -                    |                      |                      |
| 2013-2014  | HIFK                       | SM-liiga   |     |                  |                  |                  |                  |                  |   |                      |                      |                      |                      |                      |
| Totaux LNH | Totaux LNH                 | Totaux LNH | 382 | 52               | 96               | 148              | 119              |                  |   |                      |                      |                      |                      |                      |